# 사구두나트
사구두나트(Sminthopsis psammophila)는 주머니고양이목 주머니고양이과에 속하는 두나트의 일종이다. 작은 육식성 유대류로 오스트레일리아에서 발견된다. 오스트레일리아의 4군데 건조 지역에서 알려져 있다. 노던 준주의 아마데우스 호수 주변, 사우스오스트레일리아주의 에이레 반도 중부 지역, 웨스턴오스트레일리아주 그레이트빅토리아 사막의 남서부 극단, 사우스오스트레일리아 주]] 옐라빈나 지역에서 발견된다.